# Touching Juliette-trilogie
De Touching Juliette-serie (Engels: Shatter Me Series) is een sciencefiction-boekenreeks van de Amerikaanse schrijfster Tahereh Mafi, bedoeld voor jongvolwassenen.
Het eerste boek Shatter Me, gepubliceerd op 15 november 2011 was de debuutroman van de schrijfster. Voor de publicatie van het boek werden de filmrechten al opgekocht door 20th Century Fox. Op 5 februari 2013 kwam het vervolg Unravel Me uit en deel drie Ignite Me werd gepubliceerd op 4 februari 2014. Tussendoor verschenen twee e-boeken Destroy Me (6 oktober 2012) en Fracture Me (17 december 2013). Deel 1, 2 en 3 worden vanuit het perspectief van Juliette geschreven, Deel 1,5 en 2,5 werden vanuit het perspectief van respectievelijk Warner en Adam geschreven. Op 4 februari 2014 werden de twee e-boeken gezamenlijk als boek uitgebracht onder de titel Unite Me.
Op 26 april 2017 kondigde Tahereh Mafi aan dat er nog drie boeken zouden volgen in de serie. Het eerste deel van deze nieuwe trilogie Restore Me verscheen op 6 maart 2018. De nieuwe boeken zijn geschreven vanuit het oogpunt van zowel Juliette als Warner. 
De Nederlandse titel van de serie (de Touching Juliette-serie) komt van een eerdere versie van het boek. Nog voor het verschijnen besloot Mafi dat de serie niet meer zo zou heten in het Engels. De Nederlandse vertaling zijn de enige versies van de boeken die deze 'verouderde' naam aanhouden. 

## Verhaal
In een dystopische toekomst staat de wereld op de rand van de afgrond en probeert een groep revolutionairen die zich Het Herstel noemen, de macht te grijpen. Juliette Ferrars zit al 264 dagen opgesloten in een instelling omdat ze een gevaar voor de samenleving vormt. Ze kan namelijk mensen doden enkel door ze aan te raken. Ze wordt verliefd op Adam Kent, een jeugdvriend van vroeger die bij haar in de cel opgesloten wordt. Ze weet echter niet dat Adam voor Warner werkt, de leider van Het Herstel. Hun gevoelens zijn wederzijds en ze kunnen samen ontsnappen. Ze sluiten zich aan bij de rebellen samen met nog een aantal mensen met verschillende krachten. In de rebellenbasis Omega Point wordt ze samen met de anderen getraind als voorbereiding op een komende oorlog.

## Personages
- Juliette Ferrars: een 17-jarig meisje met bruin haar en blauw-groene ogen. Ze zit opgesloten in een instelling en denkt dat ze een monster is omdat ze mensen kan pijn doen en zelfs doden enkel door ze aan te raken. Ze is teruggetrokken en timide maar leert meer voor zichzelf op te komen.
- Warner: de 19-jarige leider van Sector 45 van Het Herstel. Hij heeft blond haar en groene ogen, is knap en hopeloos verliefd op Juliette waardoor hij meer en meer geobsedeerd wordt.
- Adam Kent: een 18-jarige soldaat, die zich over Juliette ontfermd in de instelling. Ze kenden elkaar als kinderen en hij is verliefd op Juliette.
- Kenji Kishimoto: een 20-jarige oud-soldaat in Warner’s leger die bevriend is met Adam. Hij is lid van Omega Point en heeft de mogelijkheid om onzichtbaar te worden.
- James Kent: Adams 10 jaar oude broer die heel volwassen is voor zijn leeftijd.
- Castle: de leider van de rebellen (Omega Point). Hij is een dertigjarige wetenschapper met telekinetische krachten.

## Boeken
- Deel 1: Shatter Me (2011) (Nederlands: Vrees me)
  - Deel 1,5: Destroy Me (2012) (Nederlands: Verwoest me)
- Deel 2: Unravel Me (2013) (Nederlands: Breek me)
  - Deel 2,5: Fracture Me (2013) (Nederlands: Versplinter me)
- Deel 3: Ignite Me (2014) (Nederlands: Vertrouw me)
- Deel 4: Restore Me (2018) (Nederlands: Heel me)
  - Deel 4,5: Shadow Me  (2019) (Nederlands: Schaduw me) (eboek)
- Deel 5: Defy Me (2019) (Nederlands: Weersta me)
  - Deel 5,5: Reveal Me (Nederlands: Onthul me)
- Deel 6: Imagine Me (2020) (Nederlands: Verbeeld me)
  - Deel 6,5: Believe Me (2021) (Nederlands: Geloof me)
- Extra: Find Me (Samengesteld uit de twee boeken Shadow Me en Reveal Me)

## Schrijfstijl
Het verhaal wordt geschreven vanuit het ik-vertelperspectief en de schrijfster hanteert een experimentele schrijfstijl met doorstreepte zinnen en woorden, zijnde de gedachten van het hoofdpersonage die niet uitsproken worden.
In de eerste hele delen wordt het boek verteld via het perspectief van Juliette. Vervolgens worden de hele delen verteld via het perspectief van Warner en Juliette. En in het eerste halve deel vanuit het perspectief van Warner. Het tweede halve deel vanuit het perspectief van Adam.